# Music Inspired by The Snow Goose
Music Inspired by The Snow Goose (pubblicato anche con il titolo di The Snow Goose) è il terzo album dei Camel, pubblicato dalla Decca Records nell'aprile del 1975. Il disco fu registrato al Island Studios di Londra, Inghilterra. Si tratta di un album completamente strumentale.

## Ispirazione
Il successo della suite The White Rider, basata sul Signore degli Anelli di J. R. R. Tolkien e che compare nell'album precedente Mirage, spinse il gruppo a scrivere un'altra concept suite. La band prese in considerazione parecchi racconti: per un periodo si concentrarono su Siddharta di Hermann Hesse, scrivendo anche alcuni brani prima di abbandonare l'idea in favore del racconto di Paul Gallico La Principessa Smarrita (The Snow Goose). Il titolo originale dell'album (The Snow Goose) fu poi modificato in Music Inspired by the Snow Goose in seguito alle proteste legali di Gallico.

## Tracce
Brani composti da Andrew Latimer e Peter Bardens
Lato A
1. The Great Marsh – 2:03
2. Rhayader – 3:01
3. Rhayader Goes to Town – 5:20
4. Sanctuary – 1:05
5. Fritha – 1:19
6. The Snow Goose – 3:11
7. Friendship – 1:43
8. Migration – 2:02
9. Rhayader Alone – 1:50

Lato B
1. Flight of the Snow Goose – 2:40
2. Preparation – 3:53
3. Dunkirk – 5:25
4. Epitaph – 2:07
5. Fritha Alone – 1:39
6. La Princesse Perdue – 4:45
7. The Great Marsh – 1:23

Edizione doppio CD del 2009, pubblicato dalla Decca Records (UICY-94132/3)
CD 1
1. The Great Marsh – 2:04
2. Rhayader – 3:02
3. Rhayader Goes to Town – 5:20
4. Sanctuary – 1:05
5. Fritha – 1:19
6. The Snow Goose – 3:12
7. Friendship – 1:44
8. Migration – 2:01
9. Rhayader Alone – 1:50
10. Flight of the Snow Goose – 2:41
11. Preparation – 3:54
12. Dunkirk – 5:25
13. Epitaph – 2:07
14. Fritha Alone – 1:30
15. La Princesse Perdue – 4:56
16. The Great Marsh – 1:15
17. Flight of the Snow Goose – 2:05 – Bonus Track - Single Edit
18. Rhayader – 3:11 – Bonus Track - Single Edit
19. Rhayader Goes to Town – 5:07 – Bonus Track - Registrato dal vivo al The Marquee di Londra
20. The Snow Goose/Freefall – 11:02 – Bonus Track - Registrato dal vivo al The Marquee di Londra

CD 2 (Recorded Live for BBC Radio One In Concert 1975)
1. Rhayader Goes to Town – 5:08
2. Sanctuary – 1:12
3. The Snow Goose – 3:03
4. Migration – 3:31
5. Rhayader Alone – 1:43
6. Flight of the Snow Goose – 2:56
7. Preparation – 2:04
8. Dunkirk – 5:10
9. Epitaph – 1:16
10. La Princesse Perdue – 4:40
11. The Great Marsh – 1:57
12. Selections from The Snow Goose – 9:39

## Musicisti
- Andrew Latimer - chitarra elettrica, chitarra acustica, chitarra slide, flauto, voce
- Peter Bardens - organo, sintetizzatore (mini moog, ARP odyssey), pianoforte elettrico, organo a canne, pianoforte acustico
- Doug Ferguson - basso, duffle coat
- Andy Ward - batteria, vibrafono, percussioni
- David Bedford - tastiera, arrangiamenti orchestra